# Коверат
Коверат или коверта (фр. couvert) је завој или омот за писмо. То је врста амбалаже за писане пошиљке. По правилу се израђују машинским путем, а могу и ручно, најчешће савијањем и лепљењем папира облика ромбоида.

## Историја
До данас најстарији очувани облик пошиљке са омотом потиче од Вавилонаца (око 2000. године п. н. е.). Они су, своје званичне поруке, да се не би оштетиле приликом транспорта, обмотавали печеном глином, тако да је прималац, морао да поломи омот, како би прочитао поруку. У средњем веку, ручно писане поруке су се обмотавале папиром, а затим печатиле воском. Коверат, какав данас познајемо, настале су са појавом британске и француске поштанске службе, у 17. веку. Осим организовања поште, утицај на појаву овог изума имала је и замена пергаментног обичним папиром, а утицај је имао и развој европске буржоазије.
У средњем веку има више графичких доказа о употреби амбалаже за писмо, а 1671. године, фр. Antoine de Courtin у свом (фр. Nouveau traité de civilité) први пут помиње како је на омотачу за писмо исписана адреса примаоца. На француској скупштини (1792) затим је одлучено да свако писмо мора да има исписану адресу примаоца, како особа која их носи не би морала да отвара и проверава коме је пошиљка упућена. Још касније, 23. фебруара 1820. године, такође је у француској одлучено да се у Паризу свим улицама дају имена, а од 1830. године званично је почело и разношење поште по кућама.
У Лондону је 1837. године Роуленд Хил (енгл. Rowland Hill) објавио је прву брошуру о реформи поште, у којој је предложио увођење јединственог омотача, који би служио за плаћање поштарине. Тако је, на његову идеју, 1. маја 1840. године настала прва поштанска маркица, црне боје, у вредности од једног пенија, са свима препознатљивим ликом краљице Викторије, када је имала 18 година. Сматрао је да маркица тако неће бити кривотворена. Налазила се у употреби током наредних 60 година, све док је краљица била на власти.

## Формати
| Таблица формата коверата |             |                           |
| Ознака за формат         | Димензије у | Формат папира             |
| C7                       | 90 x 140    | посетнице                 |
| C6                       | 114 x 162   | A4 савија се 2 х = A6     |
| DL                       | 110 x 220   | A4 савија се 2 х = 1/3 A4 |
| C6/C5                    | 114 x 229   | A4 савија се 2 х = 1/3 A4 |
| C5                       | 162 x 229   | A4 савија се 1 х = A5     |
| C4                       | 229 x 324   | A4                        |
| C3                       | 324 x 458   | A3                        |
| B6                       | 125 x 176   | C6 коверат                |
| B5                       | 176 x 250   | C5 коверат                |
| B4                       | 250 x 353   | C4 коверат                |
| E4                       | 280 x 400   | B4                        |

C формат је дефинисан ИСО 269 стандардом. ДЛ формат (од енгл. Dimension Lengthwise) није стандардан. Нешто већих димензија, али доста практичнији је формат C6/C5, у који може да стане неколико листова папира A4 формата, савијен три пута, због чега се најчешће користи за слање пословне документације.
Осим ових формата, постоје коверти са прозором, најчешће DL и C5 формата, затим за авионску пошту, за паковање компакт-дискова (ЦД), за посетнице (60 x 95 mm), коверти са ваздушним јастуцима и други.

## Адресирање
Пошиљалац треба да стави писмо у коверат, и адресира га. Ради бржег оптичког читања адресе примаоца и ефикаснијег сортирања пошиљки, на адресној страни коверта, односно на оној, на којој не постоји прелом и то паралелно са дужом страницом коверта је неопходно уписати адресу примаоца. На адресној страни се иначе разликују 4 подручја, која служе за:
- исписивање адресе најмање 15 mm од десне и доње ивице, најмање 40 mm од горње ивице и највише 140 mm од десне ивице
- означавање поштарине и отисак жига, у висини 40 mm од горњег, 74 mm дужине од десног руба
- детекцију адресе, највише 15 mm од леве и десне ивице, 40 mm испод горње ивице и 15 mm изнад доње ивице
- кодирање, широк 15 mm од доње ивице и дугој 140 mm од десне ивице пошиљке

У подручју за исписивање адресе примаоца, потребно је уписати следеће податке:
- име и презиме или назив примаоца
- улица, кућни број, број улаза, спрат, број стана, село, заселак, насеље и сл. или поштански преградак с бројем
- поштански број и назив места (по правилу великим словима)
- назив или скраћени назив државе[10], у случају да се ради о међународној пошиљци

и тим се редоследом исписују, један испод другог. У случају да се пошиљка региструје и постоји захтев за потврду о пријему, у горњем левом углу адресне стране, или на полеђини коверта, потребно уписати и адресу пошиљаоца. За унутрашњи саобраћај може се користи ћирилица, док на међународним пошиљкама адреса треба да буде исписана латиницом, док име државе, осим латиницом, може да стоји и на писму земље у коју се шаље. Дозвољено је да се адреса испише на посебном папиру или платну и у таквом облику залепи за коверат.  Адреса се никада не исписује графитном оловком.

## Специјални коверти

### Сакупљање поштанских марака
Пригодни коверат се специјално израђује за обележавање неког догађаја или јубилеја. Обично се илуструје на левој страни, цртежом, одређеним симболом или пригодним текстом, са налепљеним маркама неког издања и жигосан је одговарајућим пригодним поштанским жигом. Користи се за редован поштански саобраћај, или у филателистичке сврхе.
Коверат првог дана (КПД), на енглеском ФДЦ (енгл. First day covers), је коверат са налепљеним маркама, које су жигосане жигом датума издања, односно првим даном када почиње да важи новоиздата серија поштанских марки. Овакви коверти обично излазе са жигом, који носи ознаку "први дан“.

### Плави и црвени коверат
Судско писмо, је затворена писмоносна поштанска пошиљка коју правосудни органи отпремају преко јавних поштанских оператера. Могу се слати у плавом коверту, ако се ради о грађанским и привредни правним, а црвеном коверту у кривичним и прекршајним стварима. Уз обе врсте коверата иде и судска повратница, која је по правилу исте величине, као и коверат, перфорирана уз руб, тако да се не оштећује коверат приликом одвајања.

### Запечаћени коверат
Запечаћени коверат је затворен и осигуран, тако да не може лако да се отвори. Печаћење се по правилу врши утискивањем металног жига на полеђини коверта, преко лако растопљивог печатног воска. Уместо жига, некада се користио печатњак, нарочито обликована метална плоча са дршком (или на прстену), на који је угравиран неки знак, слово или други симбол. Уз њега се за нпр. новчане пошиљке (аманетнике) користио и аманетни конац или трака, обично у боји националне заставе.

### Остале употребе коверата
- Коверат икону, на дисплеју мобилног телефона, многи произвођачи користе за означавање пристиглих СМС порука. Слична икона се користи и за обележавање електронске поште, као симбол потомка „традиционалне кореспонденције“,[17] с обзиром да се механизми система електронске поште умногоме поклапају са механизмима класичне поште. Тако на пример, електронска пошта, исто као и класично писмо, поседује два дела: омотницу, која одговара класичном коверту и садржај саме поруке. Коверат (омотница) и у овом случају садржи основне податке потребне за пренос, као што су адреса примаоца, подаци о пошиљаоцу, приоритет и безбедносни ниво. Ови подаци су потпуно одвојени од саме поруке и користе их агенти за пренос поруке, како би је доставили на исти начин као што поштари користе коверат за испоруку класичног писма.[18]
- Модели коверата са обавезним промотивним логотипом, као графичко-ликовни елементи у визуелној комуникацији и презентацији, дефинишу се у књизи графичких стандарда неког предузећа или институције и помажу у стварању имиџа о њима. Осим коверата, ови графички стандарди могу укључивати: печате, штамбиље, грбове, посетнице (визит карте), спроводнице за факс, меморандуме, чланске карте, стоне заставице, фасцикле, омотнице, идентификационе картице, концепт за електронску пошту, интернет презентацију, систем обележавања у ентеријеру и екстеријеру, на службеним возилима, промотивном материјалу и др.[19][20]
- Дебљи или пунији коверат у жаргону се односи на веће[21][22][23], а тањи на мање плате,[24] или неке друге врсте исплате у новцу, када се предају лично, „на руке“.[25][26]
- Поверљив коверат - осим за држање новца, коверат се користи за чување и предавање важне и поверљиве информације личног[27], али и интернационалног карактера[28] , која се може предати лично, без посредства поште, једној особи или групи људи[29].

## Напомена
1. ↑  Према резултатима једне анкете, у многим земљама поштари ипак успевају да доставе писма адресирана искључиво ћирилицом, док у неким земљама постоји ризик да овако адресиран коверат ипак не стигне на своје одредиште[11]